# Alexander Pfeifer
Alexander Pfeifer (* 24. Februar 2001) ist ein deutscher Handballspieler.

## Karriere

### Im Verein
Alexander Pfeifer begann das Handballspielen bei der HSG Rodenstein und wechselte 2018 in die Jugend des Zweitligisten TV Großwallstadt. In der Saison 2020/21 stand er fest im Kader des Zweitligisten. Nach der Saison wechselte zum Ligakonkurrenten SG BBM Bietigheim. Im Oktober 2023 wurde er zum Spieler des Monats der 2. Bundesliga gewählt. 2024 stieg er mit Bietigheim in die 1. Bundesliga auf.

### In Auswahlmannschaften
Mit der deutschen Jugendnationalmannschaft belegte er bei der U19-Weltmeisterschaft 2019 den 2. Platz.